# Diceratobasis
Diceratobasis is een geslacht van libellen (Odonata) uit de familie van de waterjuffers (Coenagrionidae).

## Soorten
Diceratobasis omvat 2 soorten:
- Diceratobasis macrogaster (Selys in Sagra, 1857)
- Diceratobasis melanogaster Garrison, 1986